# Rudolph Schevill
Rudolph Schevill (Cincinnati, Ohio, 18 de junio de 1874 - Berkeley, 17 de febrero de 1946) fue un hispanista y cervantista estadounidense.

## Biografía
Se graduó en la Universidad de Yale en 1896 y se doctoró en la Universidad de Múnich en 1898. Su tesis versó sobre el estudio de las relaciones entre August Wilhelm Schlegel y el drama francés. Estudió también en la Sorbona, en el Collège de France y en la Universidad Central de Madrid. Comenzó a enseñar francés y alemán en la Universidad de Bucknell y alemán en la  Sheffield Scientific School de Yale; entre 1900 y 1901 fue instructor de francés y español y Assistant Professor de Español en Yale de 1901 a 1910. En este último año fue llamado por el presidente Benjamin Ide Wheeler para que fuera profesor de Lengua y Literatura Españolas en la Universidad de California en Berkeley y jefe del departamento de lenguas románicas de la misma. Schevill dominaba las cultura y la lengua de Alemania, Francia y España y era un gran melómano. Durante la Guerra Civil hizo colectas para ayudar a los hospitales de la República y se ocupó hasta el día de su muerte en ayudar a los exiliados. 
Escribió principalmente artículos sobre Filología Hispánica en Romanische Forschungen, Revue Hispanique y Modern Language Notes, y preparó ediciones y estudios sobre autores clásicos (Juan de Timoneda, Lope de Vega, Luis Vélez de Guevara) y modernos (Juan Valera, Gaspar Núñez de Arce, Pedro Antonio de Alarcón). Su primer libro importante fue Ovid and the Renascense in Spain (1913); siguió su El arte dramático de Lope de Vega (1918). Durante muchos años ahondó en el estudio de Miguel de Cervantes, y particularmente en las influencias sobre él ejercidas por la antigüedad Clásica y las literaturas extranjeras; como resumen de sus investigaciones monográficas publicó un libro de síntesis, Cervantes (1919). En 1914 y en colaboración con Adolfo Bonilla y San Martín emprendió la edición de las Obras completas de Cervantes, tarea que él continuó y terminó solo al morir su colaborador en 1926. El último volumen apareció en 1941, a falta sólo de uno de índices, Gracias a su esfuerzo contamos con un texto de Cervantes escrupulosamente establecido, acompañado de sólidas observaciones y notas. Tradujo al inglés asimismo El niño de la bola de Pedro Antonio de Alarcón. Durante sus últimos años se consagró al estudio del Erasmismo español.
Fue un académico correspondiente estadounidense de la Real Academia Española (RAE).

## Obras
- Ovid and the Renascense in Spain (1913)
- El arte dramático de Lope de Vega (1918)
- Cervantes (1919).